# Sanitarium (film)
Pour les articles homonymes, voir Sanitarium.
Pour plus de détails, voir Fiche technique et Distribution.
Sanitarium est un film à sketches d'horreur réalisé par Bryan Ortiz, Bryan Ramirez et Kerry Valderrama en 2013. Le film a été produit par Remy Carter et Kerry Valderrama. Il a été écrit par Evan Boston, Crystal Bratton, James Hartz, Scott Marcano, Bryan Ortiz et Kerry Valderrama. Le film a été tourné en langue anglaise à San Antonio (Texas, États-Unis). Il a été diffusé le 1er mars 2013 au Festival international du film de Miami sous le titre original Sanitarium signifiant en latin « Maison de Santé » et a été publié en DVD le 31 décembre 2013,.
Le film met en vedette John Glover, David Mazouz, et Lacey Chabert qui jouent les rôles de trois patients d'un hôpital psychiatrique.

## Synopsis
Le film se déroule dans un sanatorium, où le Docteur Henry Stenson médecin en chef, raconte l'histoire de trois patients différents. Le docteur explique que le point commun principal sera la démence. Le film se concentre sur l'interrogation « est-ce réel ou le patient est-il fou ? ».
Dans le premier sketch, Figurines parlantes, un fou croit que ses poupées lui parlent. Gustav est un artiste introverti schizophrène qui est spécialisé dans la création de figurines d'argile, ignorant que son alcool et ses médicaments peuvent lui faire croire que son ami a changé de place. Gustav croit que ses créations sont vivantes et peuvent lui parler. La pire folie n'est jamais celle que l'on imagine. La sculpture mène la danse.
Le deuxième sketch, Les monstres sont réels, présente Steven, un jeune garçon maltraité par son père. Durant son calvaire, une créature sombre veille sur lui et n’hésite pas à intervenir. Réalité ou folie ? Soupçonnant que Steven est victime de catatonie schizophrénique, sa professeure Mme Lorne tente d'intercéder en sa faveur.
Le troisième sketch, Jusqu'au dernier homme, présente James Silo, un professeur de collège qui, obsédé par les prédictions pour décembre 2012 prévoyant une catastrophe mondiale, conçoit un bunker pour se cacher.

## Fiche technique
- Titre original : Sanitarium
- Titre français : Sanitarium
- Titre québécois : Sanitarium
- Réalisation : Bryan Ortiz, Bryan Ramirez et Kerry Valderrama
- Scénario : Evan Boston, Crystal Bratton, James Hartz, Scott Marcano, Bryan Ortiz et Kerry Valderrama
- Photographie : Philip Roy
- Musique : Douglas Edward
- Production : Remy Carter et Kerry Valderrama
- Pays d'origine :  États-Unis
- Langue originale : anglais
- Format : couleur - 35 mm - 1,85:1 - son Dolby Digital
- Durée : 108 minutes
- Dates de diffusion :
  -  États-Unis : 1er mars 2013
  -  France : 6 mai 2014

## Distribution
- Malcolm McDowell (VF : Jean-Pierre Leroux) : Dr Henry Stenson
- Lou Diamond Phillips (VF : Lionel Henry) : James Silo
- John Glover (VF : Frédéric Souterelle) : Gustav
- Robert Englund : Sam
- David Mazouz : Steven
- Lacey Chabert : Mme Lorne
- Chris Mulkey : Père
- Mayra Leal (de) : Isabelle
- Nova Aragon : Allison
- Brant Bumpers : Creature
- Jason Busse : James
- Mark Cantu : agent de police
- Venda D'Abato : Reflection
- Eric Vincent Davenport : Participant à l'exposition d'art
- Eric Fonseca : l'ami de Gustav
- Walter Pérez : Mateo
- Evan Materne : Étudiant

## Production
Valderrama a commencé à développer  Sanitarium  autour de 2011 et a écrit les segments Figurines parlantes et Jusqu'au dernier homme avec son partenaire d'écriture Crystal Bratton.
Il s'approcha de Ramirez et Ortiz avec l'intention que chacun des trois administrateurs dirigent une des histoires du film. Ortiz aime le concept du film, comme le rappelle le film de 1973, Les Contes aux limites de la folie  et la série d'horreur de 1980, Les Contes de la crypte (série télévisée). Le tournage des trois segments a été fait au Texas et chaque segment a été achevé en cinq jours. Le lycée catholique Saint-Antoine et la zone de Monte Vista à Saint-Antoine ont été utilisés pour la deuxième séquence.
Valderrama a connu quelques difficultés pendant le tournage de son secteur Jusqu'au dernier homme, car le lieu de tournage était «le deuxième étage d'un entrepôt entre une autoroute et d'une gare en juillet, sans climatisation ».
Pour le segment, Valderrama a aussi fait des recherches sur le survivalisme, car il voulait que les actions de James Silo semblent réalistes. Ramirez a également effectué des recherches pour le segment Figurines parlantes en s'appuyant sur l'expérience personnelle d'être un artiste.

## Réception et critiques
Le film a reçu les éloges de Ain't It Cool News (en), qui a écrit que l'anthologie était « assez bonne », mais a exprimé une certaine frustration sur le dialogue de médecins qui n'est pas tout à fait exact sur la façon dont ils parlent aux patients dans la vie réelle, et a aussi noté que c'était un problème commun dans le cinéma,. Starburst (en) a donné 7 étoiles sur 10 au film, remarquant que le film n'était pas parfait, mais qu'il « peut faire le meilleur de ce qu'il a ». En revanche, le San Antonio Current (en) a critiqué le film comme « pas très intéressant » et fait remarquer qu'« une morale aurait mieux servi le film. Au lieu de cela, Sanitarium va au cliché et à la solution de facilité ».Shock Till You Drop (en) loue ses valeurs de production tout en prononçant que c'est une « mauvaise production allant dans de mauvaises histoires ».